# سوپرآلیاژ واسپالوی

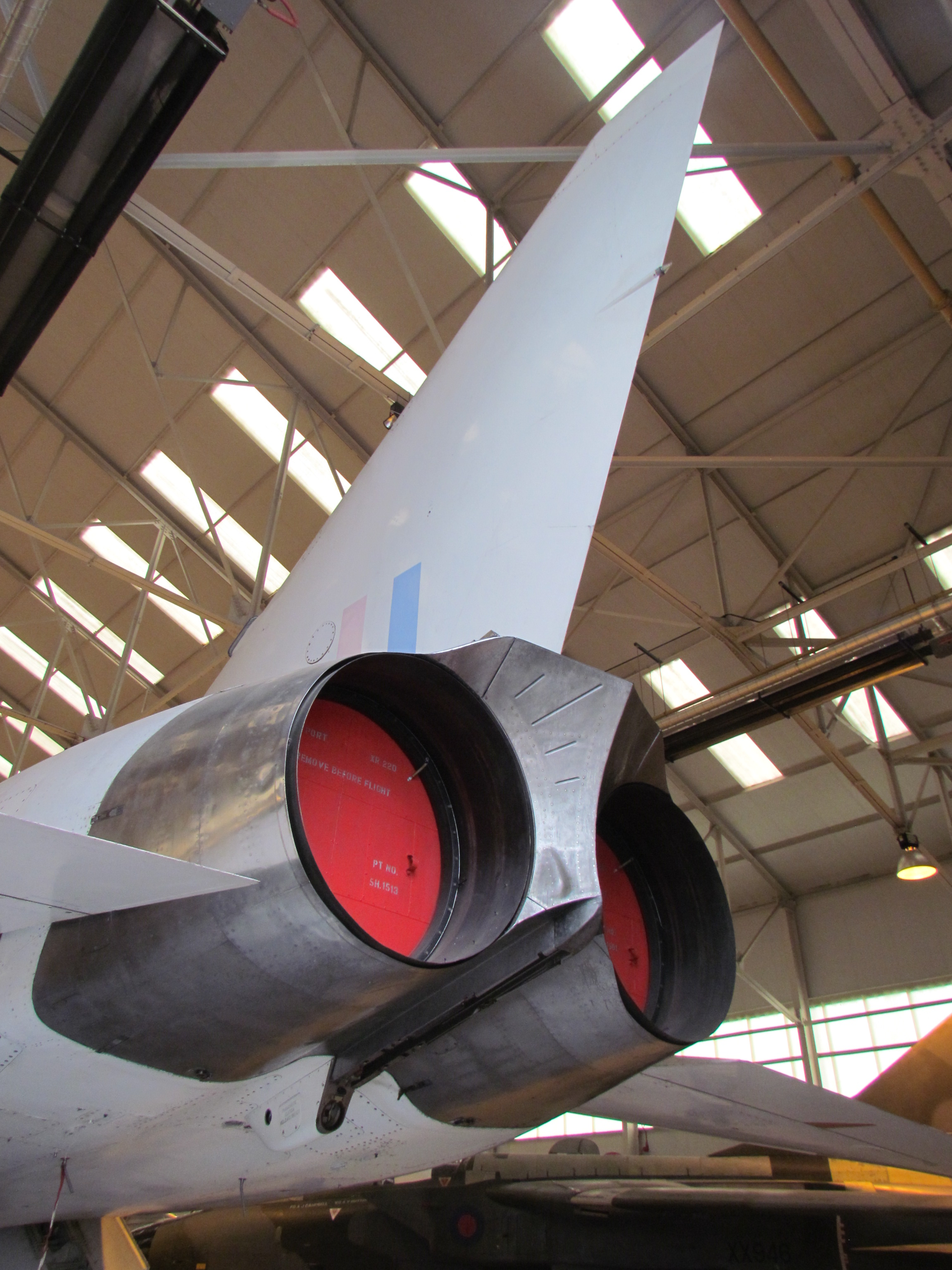
دم یک جت TSR-2 که رنگ آمیزی نشده از جنس آلیاژ واسپالوی را نشان می‌دهد.

ابرآلیاژ واسپالوی(waspaloy) یک نوع ابرآلیاژ پایه نیکل است و عمدتاً برای قطعات توربین هواپیما، دیسک‌های کمپرسور و شفت‌ها استفاده می‌شود. تراشکاری ابرآلیاژ واسپالوی مانند بسیاری از ابرآلیاژ‌های پایه نیکل در دمای محیط (تراشکاری مرسوم) دشوار است. ابرآلیاژهای پایه نیکل به دلیل دارا بودن خواص مکانیکی منحصر به فرد مانند مقاومت در برابر خستگی، پایداری حرارتی و مقاومت در برابر خوردگی، دارای کاربرد گسترده‌ای در صنایع هوافضا، موتورها و توربین‌های گازی، تجهیزات کارخانه‌های پتروشیمی، تجهیزات دریایی هستند. این آلیاژها در صنعت به عنوان موادی با قابلیت ماشین‌کاری پایین شناخته شده‌اند. بیش از ۵۰ درصد وزنی موتورهای هواپیما و توربین‌های گازی را به خود اختصاص داده‌اند.

## ترکیب شیمیایی و ساختار
این آلیاژ ترکیبی از ۵۸٪ نیکل، ۱۹٪ کروم، ۱۳٪ کبالت، ۴٪ مولیبدن، ۳٪ تیتانیوم و ۱٫۴٪ آلومینیوم است.
در ادامه به علت وجود هریک از این عناصر می‌پردازیم:
نیکل (Ni): فلز اصلی آلیاژ است که به واسپالوی استحکام و پایداری در دماهای بالا می‌بخشد.
کروم (Cr): این عنصر به مقاومت در برابر خوردگی و اکسیداسیون کمک می‌کند و باعث ایجاد لایه‌ای محافظ روی سطح آلیاژ می‌شود.
کبالت (Co): افزوده شدن کبالت باعث افزایش استحکام آلیاژ در دماهای بالا می‌شود.
مولیبدن (Mo) و تنگستن (W): این دو عنصر موجب افزایش مقاومت آلیاژ در برابر فرسایش و دمای بالا می‌شوند.
تیتانیوم (Ti) و آلومینیوم (Al): این دو عنصر باعث تشکیل فازهای سخت در آلیاژ شده و موجب سخت شدن آن در دماهای بالا می‌گردند.
این ترکیب شیمیایی به‌گونه‌ای طراحی شده است که ویژگی‌های مطلوبی مانند استحکام بالا در دماهای بسیار زیاد، مقاومت در برابر خوردگی و اکسیداسیون و همچنین سختی بالا را برای آلیاژ فراهم کند.

## تاریخچه
این آلیاژ در دهه ١٩٥٠ توسط شركت برات وويتنى ساخته شد وعمدتاً براى قطعات توربين هواپيما، ديسك‌هاى كمپرسور و شفت‌ها استفاده مى شود.همچنین کاراگوزل و همکارانش در سال ٢٠١۴ به بررسی افزایش عمر ابزار درفرايند تراشكاری غیر مرسوم براى ابرآلیاژ هاى اينكونل ٧١٨،واسپالوى وتيتانيوم (Ti6Al4V) (فلزاتى با قابليت برشكارى پايين) پرداختند.

## ویژگی‌ها
واسپالوی یک ابرآلیاژ پایه نیکل با قابلیت سخت‌شدن از طریق پیرسختی است که دارای خواص استحکام بسیار عالی در دماهایی تا حدود ۹۸۰ درجه سانتی‌گراد (۱۸۰۰ درجه فارنهایت) می‌باشد. سایر ویژگی‌های واسپالوی شامل مقاومت خوب در برابر خوردگی و مقاومت نسبی در برابر اکسیداسیون است که آن را برای استفاده در محیط‌های بسیار سخت و دشوار مناسب می‌سازد. واسپالوی در دماهای تا ۷۶۰–۸۷۰ درجه سانتی‌گراد (۱۴۰۰–۱۶۰۰ درجه فارنهایت) استحکام مفیدی دارد و در محیط‌های موتور توربین گازی تا ۸۷۰ درجه سانتی‌گراد (۱۶۰۰ درجه فارنهایت) مقاومت خوبی در برابر اکسیداسیون نشان می‌دهد. مقاومت در برابر خزش و گسیختگی واسپالوی در دماهای بالای ۶۲۰–۶۵۰ درجه سانتی‌گراد (۱۱۵۰–۱۲۰۰ درجه فارنهایت) برتر از آلیاژ ۷۱۸ است. با این حال، استحکام کششی کوتاه‌مدت در دماهای تا ۷۳۰ درجه سانتی‌گراد (۱۳۵۰ درجه فارنهایت) نسبت به RA718 پایین‌تر است. آلیاژ واسپالوی از قابلیت سخت شدن از طریق فرایند سخت‌شدن با بارش (precipitation hardening) برخوردار است. این فرایند باعث افزایش استحکام و سختی آلیاژ در دماهای بالا می‌شود.

## کاربردها
صنعت هوافضا: آلیاژ واسپالوی به‌دلیل استحکام بالا در دماهای زیاد و مقاومت در برابر خوردگی، به‌طور گسترده‌ای در ساخت موتورهای جت، توربین‌های گازی و سایر اجزای حساس هوافضا مورد استفاده قرار می‌گیرد.
صنایع نیروگاهی: این آلیاژ در ساخت تجهیزات نیروگاه‌های گازی، توربین‌های بخار و سایر تجهیزات مشابه که نیاز به تحمل دماهای بالا و فشار زیاد دارند، کاربرد دارد.
صنایع شیمیایی: آلیاژ واسپالوی به‌دلیل مقاومت بسیار خوبی که در برابر محیط‌های خورنده دارد، در ساخت تجهیزات شیمایی که در معرض مواد خورنده و دماهای بالا قرار دارند، استفاده می‌شود.
صنایع نفت و گاز: این آلیاژ در ساخت قطعات تجهیزات حفاری و پمپ‌های فشار بالا که در محیط‌های سخت نفتی و گازی به کار می‌روند، نیز استفاده می‌شود.

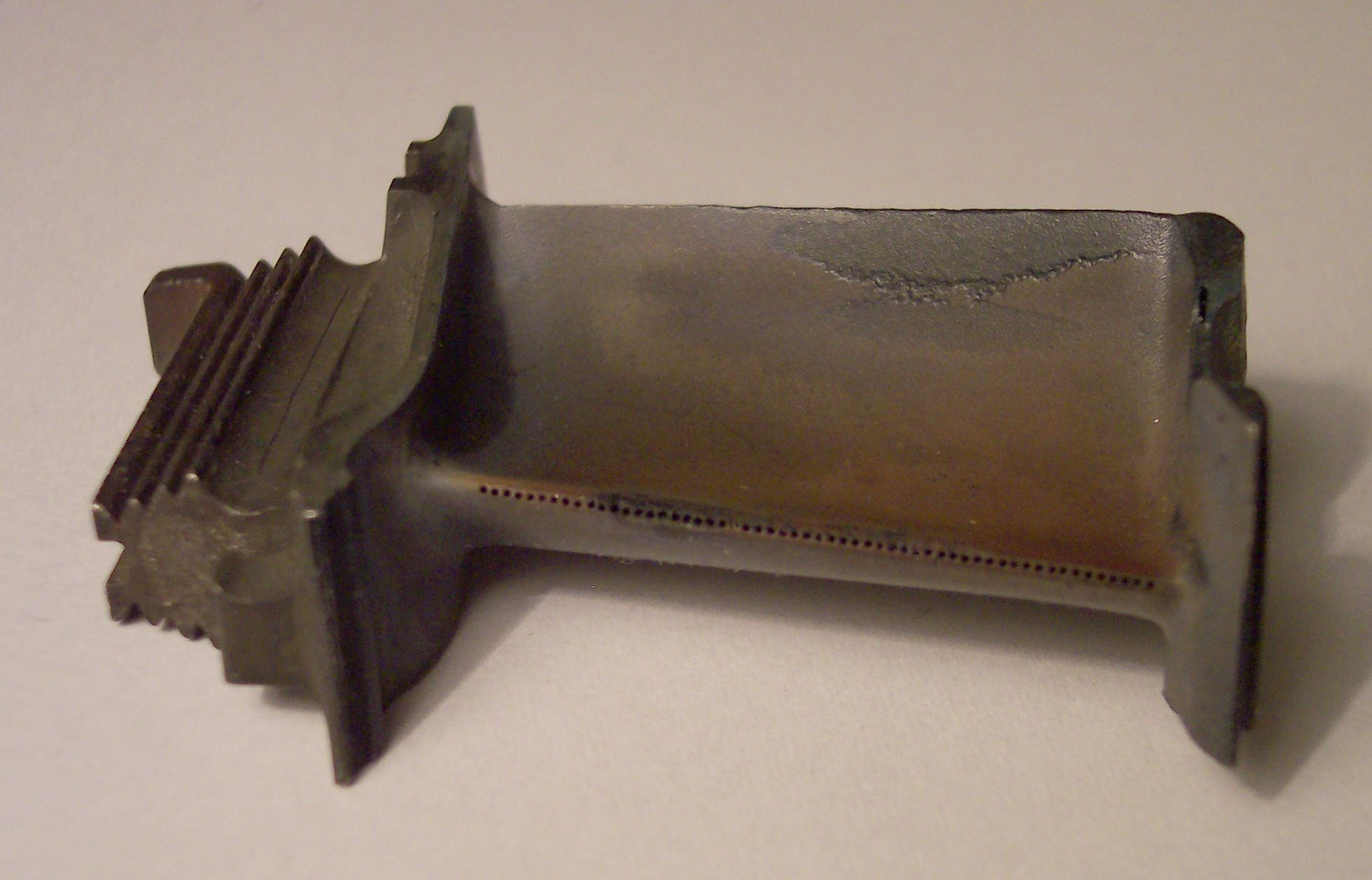
ابرآلیاژ نیکلی تیغه توربین موتور جت

صنایع دریایی: در محیط‌های دریایی که نیاز به مقاومت در برابر خوردگی و فشارهای مکانیکی است، از واسپالوی برای ساخت قطعات مختلف استفاده می‌شود.
شرکت هواپیماسازی بریتانیا TSR-2، یک هواپیمای ضربتی مافوق صوت که از اواخر دهه ۱۹۵۰ ساخته شد، دارای یک روپوش آیرودینامیکی به بدنه عقب خود در اطراف نازل‌های اگزوز بود. به دلیل دمای بالا در این منطقه، فیرینگ از واسپالوی تشکیل شده و رنگ نشده است. ساخت این آلیاژ به عنوان «بسیار مقاوم» توصیف شد و توسط متخصصان موتور بریستول به جای سازندگان بدنه هواپیما BAC انجام شد.

## مزایای آلیاژ واسپالوی نسبت به سایر آلیاژها
آلیاژ واسپالوی در مقایسه با سایر ابرآلیاژهای پایه نیکل، مانند اینکونل (Inconel) و مونل (Monel)، دارای ویژگی‌های برتری است. یکی از این ویژگی‌ها استحکام بالاتر آن در دماهای بالا است که به‌ویژه در کاربردهای صنعتی مانند موتورهای جت و توربین‌های گازی اهمیت زیادی دارد. علاوه بر این، واسپالوی به دلیل ترکیب شیمیایی خاص خود، مقاومت بالاتری در برابر خوردگی و اکسیداسیون نشان می‌دهد.

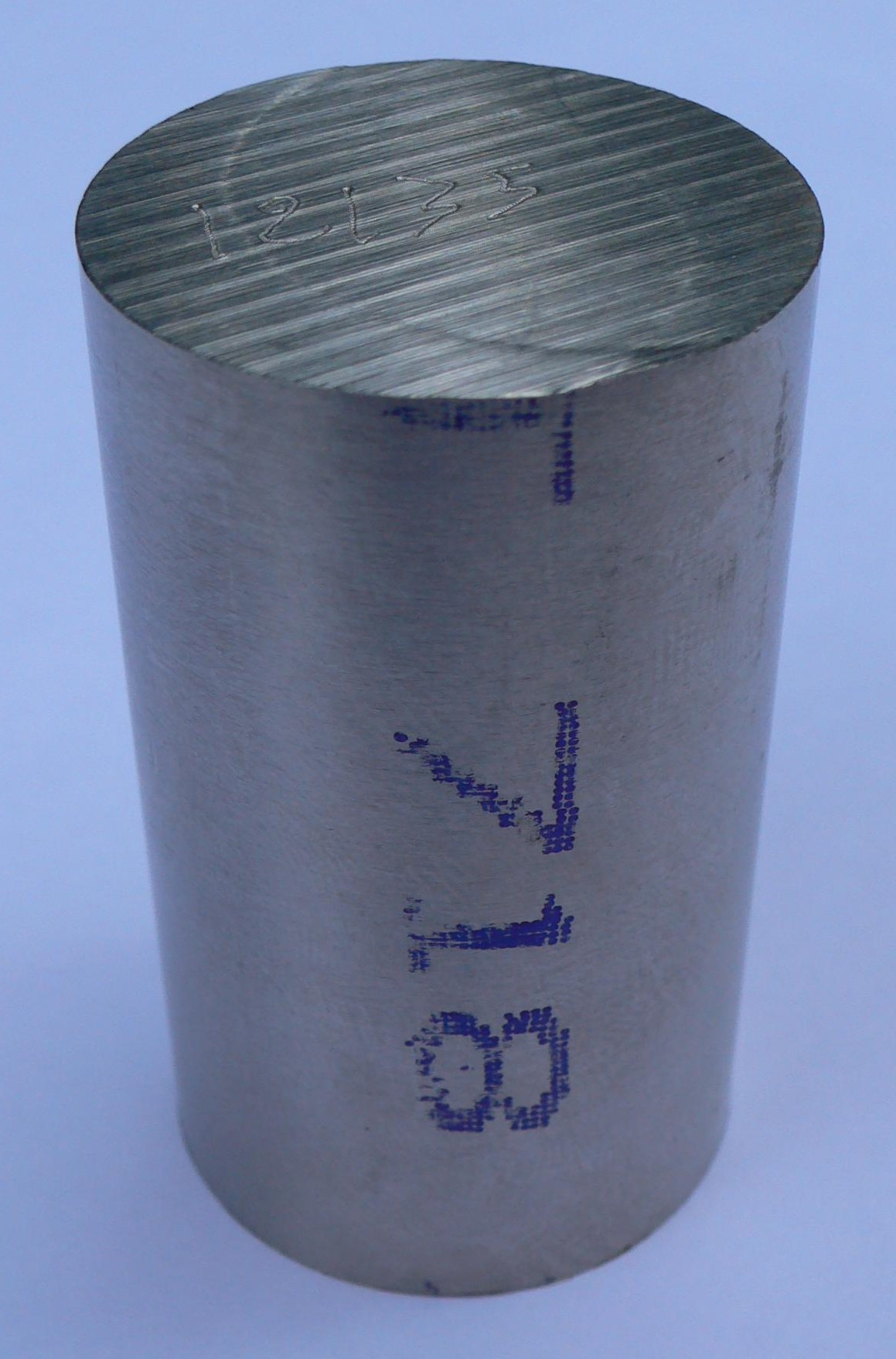
میل گرد آلیاژ اینکونل ۷۱۸

## آزمایش‌های تجربی
جنس قطعه‌کار ابرآلیاژ پایه نیکل واسپالوی بود. واسپالوی به دلیل خواص خوب مکانیکی، شیمیایی و عملکرد مناسب در درجه حرارتهای بالا، به عنوان مادهای با قابلیت ماشینکاری پایین درصنعت شناخته شده است. قطعه کار مورد استفاده میلگرد به قطر ۲۵ میلی‌متر بود. در ابتدا میلگرد واسپالوی با عملیات حرارتی مطابق با استاندارد 5708 AMS از سختی حدود ۵+۲۷۰ ویکرز به سختی حدود ۳+۳۸۲ ویکرز افزایش یافت و سپس عملیات ماشینکاری انجام شد. عملیات حرارتی جهت ایجاد رسوب فاز گاما پریم 'Y انجام شد که شامل:عملیات حرارتی انحلال، عملیات پیر سازی، عملیات رسوب سختیو عملیات پیرسازی بود. پس از انجام عملیات حرارتی آزمایش سختی سنجی ویکرز (۱۰ کیلوگرم نیرو) در ه ناحیه به صورت تصادفی روی سطح قطعه کار انجام شد میانگین سختی به‌دست آمده ۳۸۲۳ ویکرز بود. در این پژوهش از دستگاه ماشین تراش هاردینگ (Harding) مدلHLV-Hساخت کشور انکلستان، با حداکثر توان اسپیندل ۱/۱۲کیلووات و دور متغیر از ۱۲۵ الی ۳۰۰۰ دور بر دقیقه، نرخ پیشروی متغیر از ۲/۵ الی ۱۳ میلی‌متر بر دقیقه مستقل از یک دیگر و پیشروی شعاعی ابزار با دقت ۰/۰۲ میلیمتر استفاده شد. نیروهای ماشینکاری توسط دینامومتر کیستلر مدل ۹۱۲۱ اندازه‌گیری شد. به منظور داده برداری نیروهای ماشینکاری از آمپلی فایر ۵۰۷۰کیستلر به همراه کارت داده‌برداری A5697 کیستلر و نرم‌افزار داینور(DynoWare) استفاده شد. به منظور اندازه‌گیری دمای براده در محل تماس قطعه کار با ابزار، از دوربین حرارتی (فروسرخ) فلوک(Fluke) مدل TI400 استفاده شد. عملیات تراشکاری با استفاده ابزار برشی کاربیدی بدون پوشش و بدون براده شکن ساخت شرکت سندویک (Sandvik) انجام شد. شعاع نوک ابزار ۰/۴ میلی‌متر بود. عدم وجود براده شکن در ابزار، امکان بررسی هندسه لبه برشی ابزار را با دقت بیشتری فراهم می‌کند. هر آزمایش منحصراً با یک لبه ابزار انجام شد.